# Перстач занедбаний
Перстач занедбаний (Potentilla neglecta) — вид квіткових рослин родини трояндових (Rosaceae).

## Біоморфологічна характеристика
Багаторічна рослина. Квіткові стебла до 50 см заввишки. Сім'янки ± ниркоподібні, 1–1.2 × 0.6–0.75 мм, поверхня слабко блискуча, блідо-коричнева. 2n=42

## Поширення
Зростає у Європі від Франції до північного Приуралля.
В Україні росте на більшій частині території.